# Daniel Dietrich
Pour les articles homonymes, voir Dietrich.
Daniel Dietrich (ou Dieterich) est un orfèvre actif à Strasbourg au XVIIe siècle.

## Biographie
Beaucoup de données biographiques restent lacunaires. Cependant les registres paroissiaux des mariages et des baptêmes conservés aux Archives de Strasbourg permettent d'avancer quelques hypothèses.
On suppose que Daniel Dietrich est né à Boersch (actuel Bas-Rhin), où son père Georg Dietrich était métayer, probablement vers 1610-1615. Le 22 juin 1635 il se marie à Strasbourg avec Dorothée Braun, la fille d'un commerçant. Deux filles, Suzanne Dorothée (1637) et Gertrude (1639), sont baptisées à la cathédrale devenue protestante. En 1647 l'épouse de Daniel Dietrich, Dorothea, est la marraine de la fille du peintre Sébastien Stoskopff et d'Anne-Marie Riedinger, fille d'un autre orfèvre, Nicolaus Riedinger.
Dietrich est reçu maître à l’Échasse en 1634, devient échevin à l’Échasse et membre du Conseil des XXI de 1689 à 1698. Il est également membre du Grand Sénat en 1691-1692 et 1695-1696,,.
Localement on perd sa trace en 1698. Après la signature du traité de Ryswick en 1697, il semble qu'il soit parti (verzogen), comme d'autres, à Francfort, sans sa famille restée à Strasbourg malgré les persécutions religieuses à l'encontre des luthériens.

## Œuvre
Plusieurs pièces portant son poinçon sont conservées au musée des Arts décoratifs de Strasbourg (en dépôt au musée de l'Œuvre Notre-Dame pour des raisons chronologiques) et à celui de Paris.
À Strasbourg est exposée notamment une ceinture de femme dont les boucles sont ornées des allégories de la Force et de la Charité, en argent doré du milieu du XVIIe siècle.

Ceinture de femme.
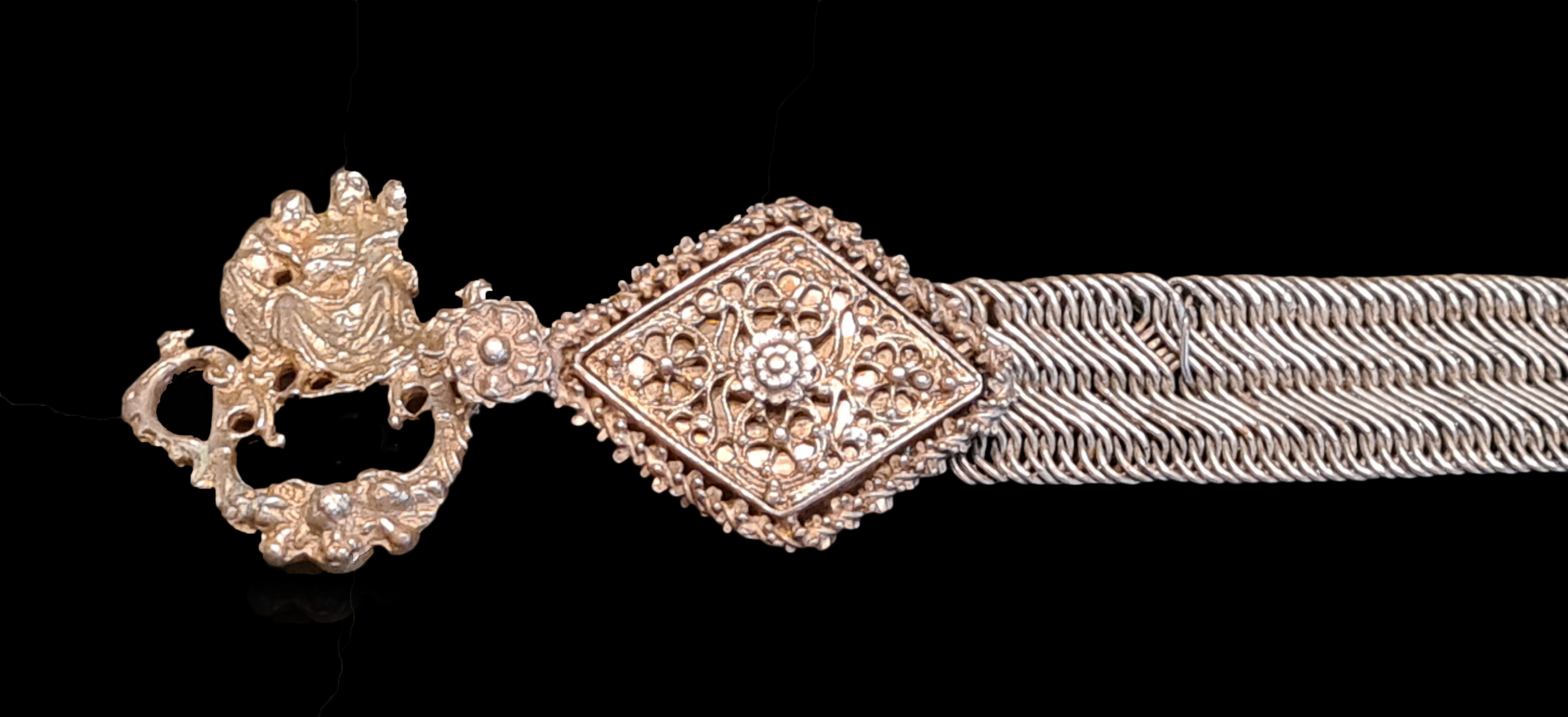
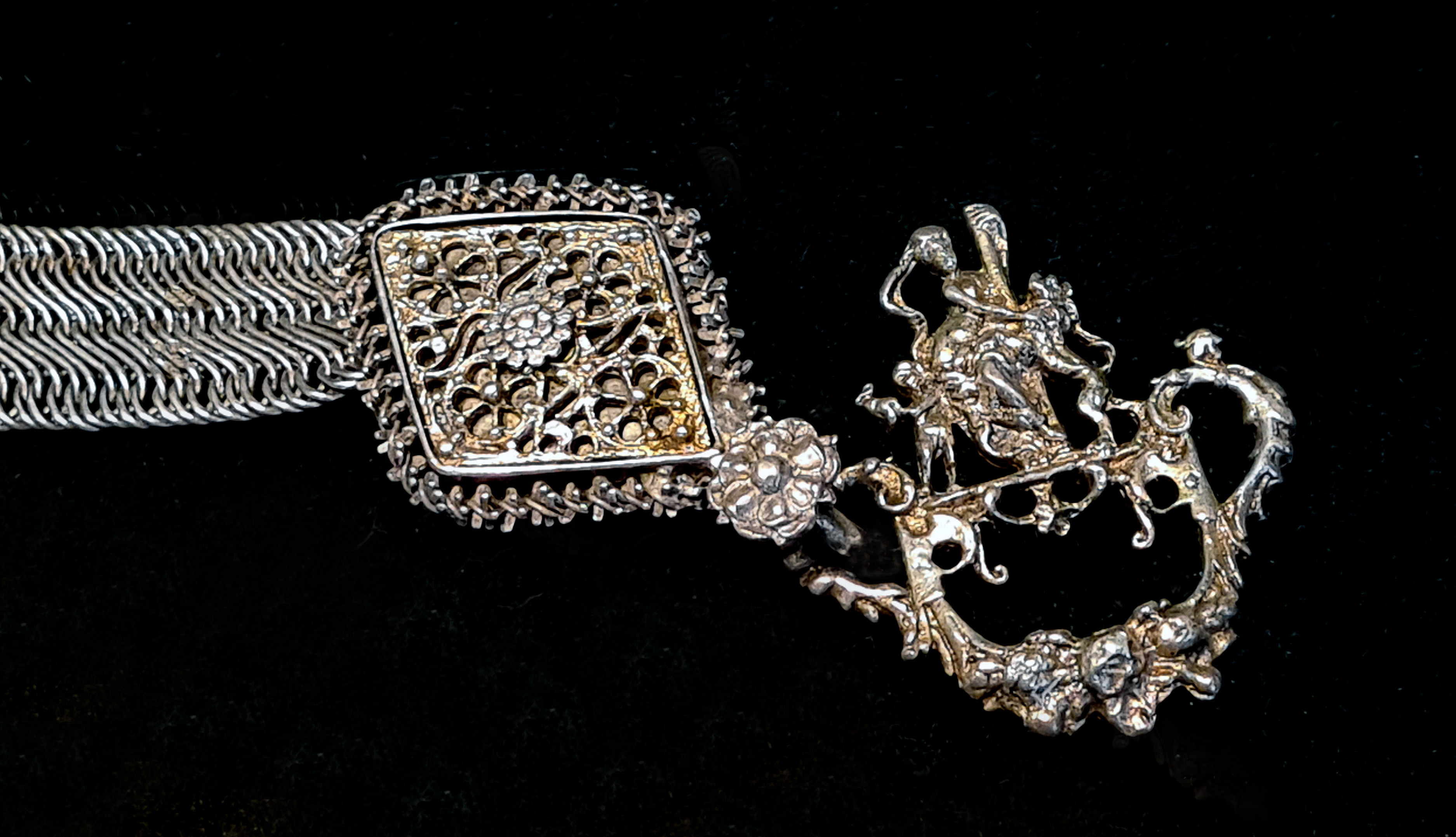

Dans le corpus de l'orfèvrerie strasbourgeoise séculière des XVIe et XVIIe siècles, les gobelets (Becher) font partie des objets les plus nombreux. Ils sont généralement de forme tronconique plus ou moins évasée vers le haut. La surface peut être décorée de gravures ou de motifs repoussés. Parfois elle est unie, couverte d'un amati, semblable à une peau de serpent (Schlangenhaut).
Plusieurs de ces gobelets sont présentés dans les musées de Strasbourg. L'un, daté entre 1634 et 1654, porte un décor gravé avec des vues de Strasbourg et un cortège mené par Bacchus. Un gobelet cylindro-conique à motifs repoussés est daté de 1662. Tous deux sont en argent partiellement doré.

Gobelets.
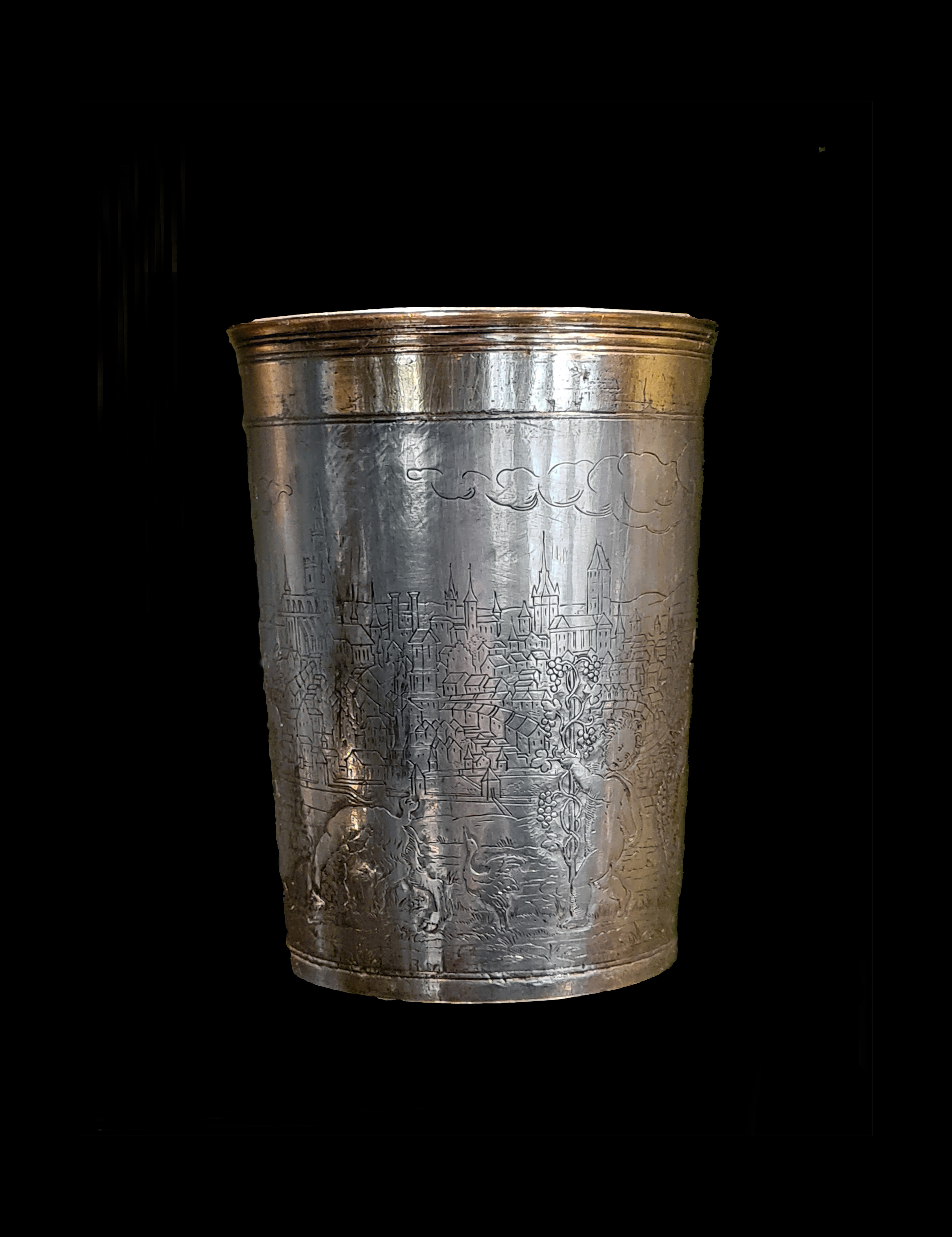
Gobelet à décor gravé.
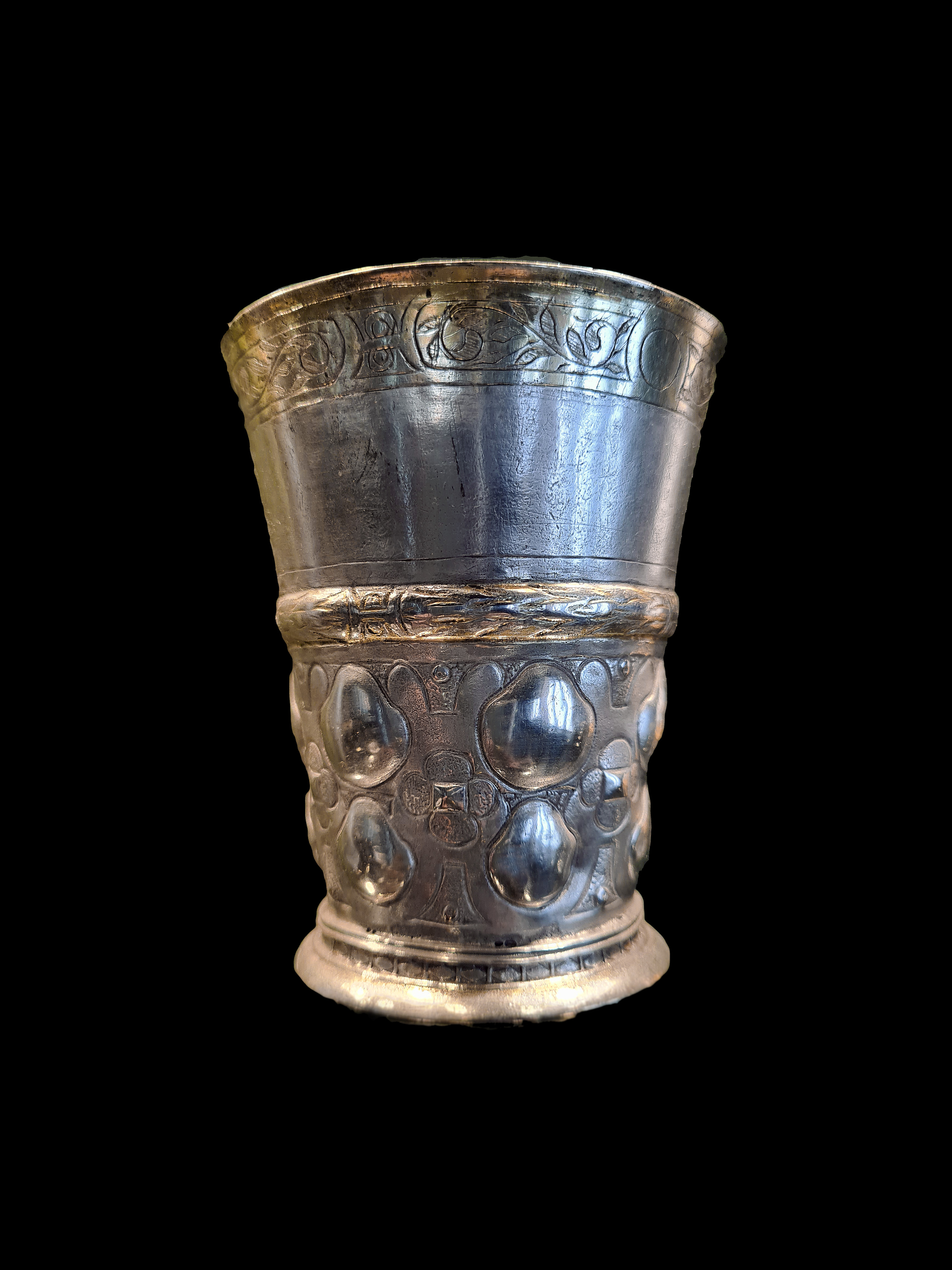
Gobelet à motifs repoussés.

Les catalogues de ventes aux enchères proposent parfois des gobelets en vermeil de Daniel Dietrich, tel celui présentant un décor « peau de requin » entre deux bandeaux unis, avec une bordure moulurée de filets, dont la date est estimée vers 1634-1639.